# Niekłonice
Niekłonice [ɲɛkwɔˈnit͡sɛ] (trước đây là Neuklenz của Đức) là một ngôi làng thuộc khu hành chính của Gmina wieszyno, thuộc quận Koszalin, Tây Pomeranian Voivodeship, ở phía tây bắc Ba Lan. Nó nằm khoảng 5 kilômét (3 mi) phía bắc wieszyno, 4 km (2 mi) phía tây nam Koszalin và 132 km (82 mi) về phía đông bắc của thủ đô khu vực Szczecin.
Trước năm 1945, khu vực này là một phần của Đức. Đối với lịch sử của khu vực, xem Lịch sử của Pomerania.
Làng có dân số 361.